# Конашъёль
Конашъёль — посёлок в муниципальном районе «Сосногорск» городского поселения Нижний Одес Республики Коми.

## Географическое положение
Посёлок расположен на левом берегу реки Велью в месте впадения в неё реки Конашъёль. Находится в 72 км (52 км по прямой) от центра городского поселения посёлка Нижний Одес. 

## Этимология
Название связано с гидронимом Конашъёль (небольшая река, левый приток Велью). На коми языке кӧнаш, кӧнэй — «самка глухаря», ёль — «ручей». Конашъёль — «ручей глухарок» или, возможно, «ручей, (где много глухариных гнезд)».

## Историко-демографические сведения
Посёлок возник в 1948 году как спецпоселение лесозаготовителей. В 1950 году — лесоучасток в Покчинском сельсовете, 107 жителей. 3 июня 1950 года указом Президиума верховного Совета Коми АССР передан во вновь образованный Митрофановский сельсовет. В 1956 году — посёлок лесозаготовителей в Митрофановском сельсовете. В 1970 году здесь жили 904 человека; в 1979 году — 528 человек; в 1989 году — 533 человека (293 мужчины и 240 женщин), из них 66 % русские; в 1992 году — 538 человек; в 1995 году — 468 человек; в 2002 году — 182 человека, в том числе русские 65 %; в 2016 году — 22 человек.
В советское время в посёлке были пекарня, подсобное хозяйство (коровник, свинарник), больница, почта, пять магазинов, столовая, клуб, школа-десятилетка, детский сад, библиотека, котельная. В 1997 году был закрыт и ликвидирован лесопункт. Посёлок стал приходить в упадок, население значительно сократилось. 

## Климат
Климат характеризуется как континентальный. Средняя месячная температура самого холодного месяца — января — 16,5-18,0 °C. Средняя месячная температура самого тёплого месяца — июля +15,0-16,0 °C. Абсолютный максимум +35 °C. Продолжительность зимнего периода около 6 месяцев — с середины октября до середины апреля. Устойчивые морозы наступают в начале ноября и прекращаются в конце марта. Максимальная глубина сезонного промерзания грунта — 2 м. Устойчивый снежный покров образуется в последней декаде октября и держится до конца апреля.